# Quốc hội Weimar
Quốc hội Weimar (Weimarer Nationalversammlung), tên chính thức là Quốc hội lập hiến Đức (Verfassunggebende Deutsche Nationalversammlung) là cơ quan lập pháp, lập hiến của Đức từ ngày 6 tháng 2 năm 1919 đến ngày 21 tháng 5 năm 1920. Quốc hội Weimar phê chuẩn Hòa ước Versailles và ban hành Hiến pháp Weimar, có hiệu lực từ năm 1919 đến năm 1933. Quốc hội Weimar giải tán vào ngày 21 tháng 5 năm 1920.
Quốc hội Weimar họp tại Weimar chứ không phải Berlin cho nên chế độ chính trị trong thời kỳ này được gọi là Cộng hòa Weimar.

## Bối cảnh

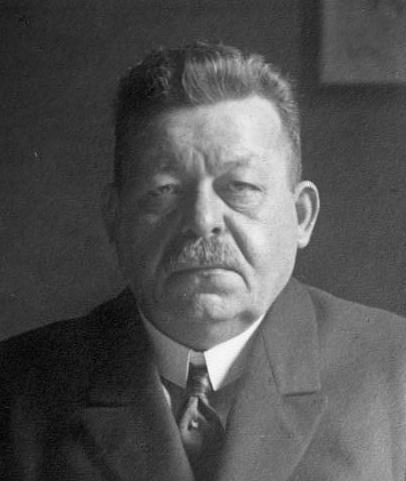
Friedrich Ebert

Cuối Chiến tranh thế giới thứ nhất, Cách mạng Đức bùng nổ. Hội đồng đại biểu nhân dân được thành lập vào ngày 10 tháng 11 tại Berlin để tiếp quản chính quyền từ chế độ cũ. Friedrich Ebert thuộc Đảng Dân chủ Xã hội Đức là người đứng đầu hội đồng, đã được Maximilian xứ Baden bổ nhiệm làm thủ tướng vào ngày 9 tháng 11. Von Baden và Đảng Dân chủ Xã hội Đức đề nghị tổ chức bầu cử Quốc hội nhằm thành lập một chính phủ mới. Ngày 30 tháng 11, Hội đồng đại biểu nhân dân ấn định ngày bầu cử Quốc hội là ngày 19 tháng 1 năm 1919. Ngày 19 tháng 12, Đại hội các Hội đồng công nhân và quân nhân Đức biểu quyết tán thành quyết định của Hội đồng đại biểu nhân dân.
Do cuộc nổi dậy Spartacus, tổng đình công và xung đột vũ trang tại Berlin từ ngày 5 đến ngày 12 tháng 1 năm 1919, Quốc hội quyết định họp tại một địa điểm khác. Trong bốn địa điểm Bayreuth, Nürnberg, Jena và Weimar, Friedrich Ebert đề xuất Weimar vì là nơi khai sinh chủ nghĩa cổ điển Weimar mà tiêu biểu là Goethe và Schiller, là một bối cảnh phù hợp cho Khối Đồng Minh thảo luận hòa ước. Ngày 14 tháng 1 năm 1919, Quốc hội quyết định họp tại Weimar.

## Bầu cử
Bầu cử Quốc hội Weimar là lần đầu tiên phụ nữ được trao quyền bầu cử và độ tuổi bầu cử được giảm từ 25 xuống 20 tuổi. Trong số 20 triệu cử tri, 83% đi bầu, thấp hơn tỷ lệ đi bầu trong cuộc bầu cử quốc hội năm 1912 nhưng với tổng số lượng cử tri cao hơn; tỷ lệ nữ cử tri đi bầu là 90%. Đảng Cộng sản Đức tẩy chay cuộc bầu cử.
Đảng Dân chủ Xã hội Đức giành được 38% số phiếu bầu cử, Đảng Trung dung Đức (lúc đó được gọi là Đảng Nhân dân Kitô giáo) giành được 20% số phiếu bầu cử, Đảng Dân chủ Đức giành được 19% số phiếu bầu cử, Đảng Nhân dân Quốc gia Đức giành được 10% số phiếu bầu cử và Đảng Dân chủ Xã hội Độc lập Đức (ly khai khỏi Đảng Dân chủ Xã hội Đức) giành được 8% số phiếu bầu cử. Những đảng khác trúng cử số ghế còn lại. Quốc hội Weimar là một trong những cơ quan lập pháp có nhiều phụ nữ nhất vào thời điểm đó: trong số 416 đại biểu Quốc hội, ban đầu có 36 nữ đại biểu, về sau tăng lên 41 nữ đại biểu.

Kết quả bầu cử Quốc hội Weimar

Ngày 10 tháng 2, Quốc hội thông qua Luật Chính quyền lâm thời, quy định quyền hạn của chính phủ trong thời kỳ chuyển tiếp từ Đế quốc Đức sang Cộng hòa Weimar. Quốc hội tự phong làm cơ quan lập pháp lâm thời với nhiệm vụ làm hiến pháp và ban hành những đạo luật cần thiết. Một Ủy ban các bang được thành lập làm cơ quan đại diện của các bang Đức, về sau được thay thế bằng Reichsrat. Tổng thống có nhiệm vụ "xử lý công việc nhà nước" giống như chức danh hoàng đế nhưng quyền hạn bị hạn chế theo cải cách hiến pháp tháng 10 năm 1918, ví dụ như Quốc hội quyết định vấn đề chiến tranh và hòa bình. Bộ trưởng do tổng thống bổ nhiệm với sự phê chuẩn của Quốc hội.

## Quốc hội họp lần đầu tiên
Quốc hội họp lần đầu tiên ở Nhà hát Quốc gia Đức tại Weimar vào ngày 6 tháng 2 năm 1919. Eduard David thuộc Đảng Dân chủ Xã hội Đức được bầu làm chủ tịch nhưng từ chức chỉ sau bốn ngày theo một thỏa thuận giữa các đảng. Ngày 14 tháng 2 năm 1919, Quốc hội bầu Constantin Fehrenbach thuộc Đảng Trung dung Đức làm chủ tịch mới.
Ngày 11 tháng 2, Quốc hội bầu Friedrich Ebert làm tổng thống lâm thời. Ebert mời Philipp Scheidemann thuộc Đảng Dân chủ Xã hội Đức thành lập một chính phủ liên hiệp gồm Đảng Dân chủ Xã hội Đức, Đảng Trung dung Đức và Đảng Dân chủ Đức, được gọi là Liên minh Weimar.

## Thảo luận Hòa ước Versailles

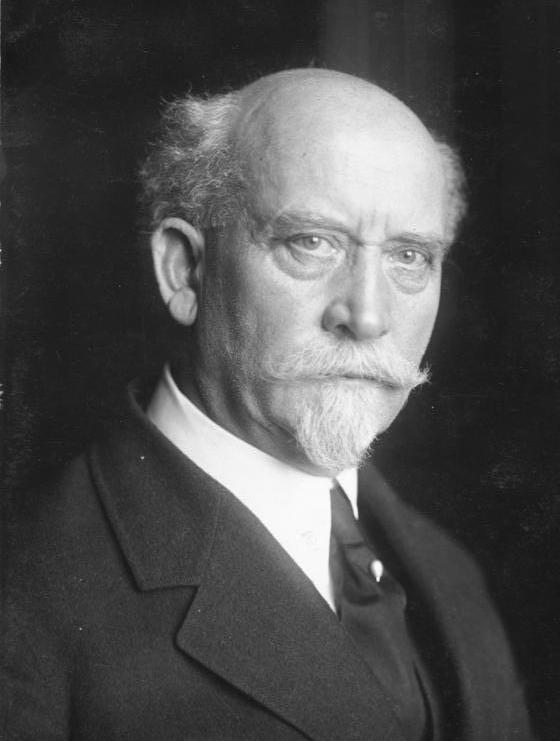
Philipp Scheidemann

Quốc hội họp lần đầu tiên tại Berlin vào ngày 12 tháng 5 năm 1919 để nghe, thảo luận bài phát biểu của Thủ tướng Philipp Scheidemann về Hòa ước Versailles. Scheidemann gọi những yêu sách lãnh thổ, kinh tế và chính trị của Khối Đồng Minh là hòa bình "cưỡng chế" (Gewaltfrieden) nhằm bức tử dân tộc Đức. Ông tuyên bố bác bỏ những điều kiện của hòa ước và sẽ chỉ thương lượng theo Mười bốn Điểm của Woodrow Wilson. Thủ hiến Phổ Paul Hirsch thay mặt các bang Đức tuyên bố hoàn toàn ủng hộ chính phủ Đức và chỉ trích gay gắt những điều kiện của Khối Đồng Minh. Tất cả các đảng đều tuyên bố không thể chấp nhận những yêu sách của Khối Đồng Minh. Gustav Stresemann, chủ tịch Đảng Nhân dân Đức và về sau là bộ trưởng bộ ngoại giao, gọi những điều kiện hòa bình là "một sự tuôn trào bạo dâm chính trị". Chỉ Hugo Hasse, chủ tịch Đảng Dân chủ Xã hội Độc lập Đức, công kích cả Khối Đồng Minh về những yêu sách hòa bình lẫn chính phủ Đức vì đã thi hành chính sách "hòa bình thành trì" (Burgfriedenspolitik) trong thời kỳ chiến tranh.
Nội các Scheidemann từ chức vào ngày 20 tháng 6 năm 1919 sau khi Khối Đồng Minh bác bỏ đề nghị của chính phủ Đức. Tân Thủ tướng Gustav Bauer thuộc Đảng Dân chủ Xã hội Đức ủng hộ ký hòa ước nhưng chỉ trích một vài điều khoản, nhất là yêu cầu dẫn độ công dân Đức cho Khối Đồng Minh và quy trách nhiệm gây chiến chỉ cho Đức. Ông tuyên bố chính phủ Đức không thể đáp ứng những điều kiện kinh tế của Hòa ước Versailles.

### Lần biểu quyết đầu tiên
Paul Löbe thuộc Đảng Dân chủ Xã hội Đức và Adolf Gröber thuộc Đảng Trung dung Đức lên án hòa ước, cụ thể là điều khoản quy trách nhiệm gây chiến chỉ cho Đức, nhưng ủng hộ ký hòa ước do hậu quả tàn khốc hơn là chiến sự tiếp tục. Nguyên bộ trưởng bộ tài chính Eugen Schiffer thuộc Đảng Dân chủ Đức phản đối ký hòa ước. Đảng Nhân dân Quốc gia Đức và Đảng Nhân dân Đức cũng kịch liệt phản đối hòa ước  Đảng Dân chủ Xã hội Độc lập Đức là đảng đối lập duy nhất ủng hộ ký hòa ước. Hugo Haase nhận định vấn đề ký hòa ước là một tình huống tiến thoái lưỡng nan cho Quốc hội; một mặt ông cũng chỉ trích gay gắt hòa ước, mặt khác ông phải thừa nhận hậu quả của việc bác bỏ hòa ước.
Trong cuộc điểm danh ngày 22 tháng 6, 237 đại biểu biểu quyết tán thành ký hòa ước, 138 đại biểu biểu quyết không tán thành và năm đại biểu biểu quyết trắng. Trong số các đảng lớn, Đảng Dân chủ Xã hội Đức, Đảng Trung dung Đức và Đảng Dân chủ Xã hội Độc lập Đức ủng hộ ký hòa ước, trong khi Đảng Dân chủ Đức, Đảng Nhân dân Quốc gia Đức và Đảng Nhân dân Đức phản đối.
Trong cùng ngày, chính phủ Đức thông báo cho Khối Đồng Minh rằng sẽ ký hòa ước  với điều kiện không chấp nhận điều khoản về trách nhiệm gây chiến và dẫn độ công dân Đức cho các nước Đồng Minh. Thủ tướng Pháp Georges Clemenceau thay mặt Khối Đồng Minh bác bỏ đề nghị này và tuyên bố Đức chỉ được chấp nhận hoặc bác bỏ toàn bộ hòa ước.

### Lần biểu quyết thứ hai
Tại một phiên họp Quốc hội vào ngày 23 tháng 6, Bauer thông báo lập trường của Khối Đồng Minh cho các đại biểu và thừa nhận chính phủ buộc phải ký hòa ước:
Thay mặt toàn bộ nội các, tôi đề nghị các đại biểu hãy ký hòa ước. Những lý do buộc chúng tôi phải đưa ra đề nghị này cũng giống như ngày hôm qua, chỉ khác là bây giờ chúng ta chỉ còn bốn giờ trước khi chiến sự tiếp tục. Ngay cả khi có vũ khí thì chúng ta cũng không thể bắt đầu một cuộc chiến mới. Chúng ta bất lực, nhưng bất lực không phải là không còn danh dự. Không thể nghi ngờ rằng chắc chắn kẻ thù của chúng ta muốn tước đoạt danh dự của chúng ta, nhưng một ngày nào đó việc tước đoạt danh dự của chúng ta sẽ ác báo kẻ thù của chúng ta. Danh dự của chúng ta sẽ không bị tiêu diệt trong thảm kịch thế giới này, đó là niềm tin của tôi cho đến hơi thở cuối cùng.

Ngày 9 tháng 7 năm 1919, Quốc hội phê chuẩn Hòa ước Versailles bằng cách thông qua Luật Xác lập hòa bình giữa Đức và các nước Đồng Minh, các nước liên kết với kết quả biểu quyết giống như cuộc biểu quyết ngày 22 tháng 6. Khác biệt duy nhất là đa số đại biểu thuộc Liên đoàn Nông dân Bayern bây giờ biểu quyết tán thành.
Ngày 20 tháng 8 năm 1919, Quốc hội thành lập một ủy ban đặc biệt có nhiệm vụ điều tra về tội lỗi của Đức trong Chiến tranh thế giới thứ nhất theo điều 231 Hòa ước Versailles. Ủy ban gồm bốn tiểu ban chuyên nghiên cứu về những nguyên nhân của cuộc chiến tranh, lý do thất bại, cơ hội cầu hòa và cáo buộc vi phạm luật quốc tế. Cuộc điều tra kéo dài 13 năm do sự bất hợp tác của chính phủ, quân đội trước khi bị Đảng Quốc Xã chấm dứt sau khi đảng thắng cử trong cuộc bầu cử quốc hội tháng 7 năm 1932.

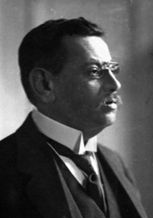
Hugo Preuß

## Thảo luận lập hiến
Ngày 15 tháng 11 năm 1918, Friedrich Ebert bổ nhiệm Hugo Preuß làm bộ trưởng bộ nội vụ và giao ông nhiệm vụ soạn thảo dự thảo hiến pháp. Là một giáo sư luật hiến pháp và một trong những người sáng lập Đảng Dân chủ Đức, Preuß dựa vào Hiến pháp Frankfurt, được ban hành sau Cách mạng Đức năm 1848–1849 nhằm thống nhất Đức nhưng thất bại. Ông chủ trương thành lập một chế độ đại nghị theo lý thuyết của Robert Redslob, phân chia quyền hạn giữa chính phủ và cơ quan lập pháp dưới một quốc vương hoặc tổng thống. Sau khi Quốc hội nhóm họp, Preuß được bổ nhiệm làm một thành viên của ủy ban lập hiến do Phó Chủ tịch Quốc hội Conrad Haußmann làm chủ nhiệm. Về sau, Preuß trở thành cha đẻ của Hiến pháp Weimar.
Trong tháng 7 năm 1919, Quốc hội nhanh chóng thảo luận dự thảo hiến pháp, đa số các vấn đề được quyết định trong một phiên họp. Ngày 31 tháng 7 năm 1919, Quốc hội thông qua hiến pháp với 262 đại biểu biểu quyết tán thành, 75 đại biểu biểu quyết không tán thành.
| Ngày       | Vấn đề               | Quyết định |
| ---------- | -------------------- | --- |
| 2 tháng 7  | Quốc hiệu            | 'Deutsches Reich' |
|            | Chế độ chính trị     | Chế độ liên bang |
|            | Quốc kỳ              | Đen-đỏ-vàng |
| 4 tháng 7  | Tổng thống           | Một chế độ bán tổng thống được thành lập, quyền hạn phân chia giữa tổng thống, nội các và quốc hội. Tổng thống thực hiện quyền hạn cùng với quốc hội. Những quyền hạn khẩn cấp chỉ được sử dụng trong trường hợp đặc biệt. |
| 7 tháng 7  | Hành chính           | Chính phủ liên bang thống nhất quản lý kinh tế, lập pháp, thuế, bưu chính và đường sắt |
| 10 tháng 7 | Tư pháp              | Một hệ thống tòa án hành chính được thành lập và một tòa án tối cao được thành lập. Tòa án quân sự chỉ có thẩm quyền trong thời chiến. Độc lập tư pháp được bảo đảm.                                                       |
| 11 tháng 7 | Quyền cơ bản         | Hiến pháp bảo đảm các quyền cơ bản giống như dự thảo. |
| 15 tháng 7 | Bình đẳng giới       | Bình đẳng trước pháp luật và bình đẳng giới được bảo đảm. Các đặc quyền xã hội, pháp lý từ dòng dõi hoặc địa vị đều bị bãi bỏ.                                                                                             |
| 16 tháng 7 | Tử hình              | Đề nghị bãi bỏ tử hình bị bác bỏ. |
|            | Kiểm duyệt           | Quyền tự do ngôn luận về phát ngôn, sách báo và "tranh ảnh" được bảo đảm. Kiểm duyệt bị cấm ngoại trừ đối với "phim", "văn học đồi trụy" và để "bảo vệ thanh niên".                                                        |
|            | Con hoang            | Con hoang bình đẳng với con hợp pháp về quyền lợi. |
| 17 tháng 7 | Quyền tự do hội họp  | Quyền tự do hội họp hòa bình mà không phải xin phép được bảo đảm. |
|            | Tôn giáo và nhà nước | Quyền tự do tôn giáo, tín ngưỡng và sự tách biệt giữa tôn giáo, nhà nước được bảo đảm. |
| 18 tháng 7 | Giáo dục             | Giáo dục công lập phổ thông cho đến 18 tuổi được bảo đảm. |
| 21 tháng 7 | Kinh tế              | Quyền tư hữu tài sản, bảo hộ sáng chế và thành lập công đoàn được bảo đảm. |

## Dòng thời gian các sự kiện quan trọng
- Ngày 6 tháng 2 năm 1919 – Friedrich Ebert, chủ tịch Hội đồng đại biểu nhân dân, khai mạc phiên họp đầu tiên của Quốc hội.
- Ngày 10 tháng 2 năm 1919 – Quốc hội thông qua Luật Chính quyền lâm thời, quy định Quốc hội là cơ quan lập pháp, thành lập chức danh tổng thống với nhiệm vụ "xử lý công việc nhà nước". Một Ủy ban các bang được thành lập làm cơ quan đại diện của các bang Đức.
- Ngày 11 tháng 2 năm 1919 – Friedrich Ebert được bầu làm tổng thống lâm thời. Ông mời Philipp Scheidemann thành lập một chính phủ
- Ngày 13 tháng 2 năm 1919 – Scheidemann thành lập một chính phủ liên hiệp
- Ngày 14 tháng 2 năm 1919 – Constantin Fehrenbach thuộc Đảng Trung dung Đức được bầu làm chủ tịch Quốc hội.
- Ngày 27 tháng 2 năm 1919 – Quốc hội thông qua luật thành lập một quân đội lâm thời theo hiệp định ngừng bắn.
- Ngày 4 tháng 3 năm 1919 – Quốc hội thông qua luật xác định hiệu lực của những đạo luật của chế độ cũ và Hội đồng đại biểu nhân dân.
- Ngày 12 tháng 5 năm 1919 – Quốc hội tham gia biểu tình phản đối Hòa ước Versailles.
- Ngày 20/1 tháng 6 năm 1919 – Nội các Scheidemann từ chức. Gustav Bauer thành lập một chính phủ mới
- Ngày 22 tháng 6 năm 1919 – Chính phủ Đức tuyên bố chấp nhận Hòa ước Versailles với điều kiện bỏ điều khoản quy trách nhiệm gây chiến cho Đức
- Ngày 3 tháng 7 năm 1919 – Quốc hội quy định quốc kỳ mới
- Ngày 7 tháng 7 năm 1919 – Bộ trưởng bộ ngoại giao Matthias Erzberger thuộc Đảng Trung dung Đức trình cải cách tài chính trước Quốc hội, bao gồm đề nghị áp thuế thu nhập đầu tiên của Đức và chia sẻ nghĩa vụ tài chính.
- Ngày 9 tháng 7 năm 1919 – Quốc hội phê chuẩn Hòa ước Versailles và quy chế chiếm đóng Rheinland
- Ngày 31 tháng 7 năm 1919 – Quốc hội thông qua Hiến pháp Weimar với 262 đại biểu biểu quyết tán thành, 75 đại biểu biểu quyết không tán thành
- Ngày 11 tháng 8 năm 1919 – Tổng thống Ebert công bố hiến pháp.
- Ngày 14 tháng 8 năm 1919 – Hiến pháp Weimar có hiệu lực. Quốc hội họp lần cuối cùng tại Weimar.
- Ngày 30 tháng 9 năm 1919 – Quốc hội họp lần đầu tiên tại Berlin.
- Ngày 17 tháng 12 năm 1919 – Quốc hội thông qua luật áp thuế tài sản một lần để trả nợ quốc gia.
- Ngày 18 tháng 1 năm 1920 – Quốc hội thông qua luật về hội đồng công nhân.
- Ngày 13 tháng 3 năm 1920 – Quốc hội dời từ Berlin đến Stuttgart sau Chính biến Kapp.
- Ngày 20 tháng 3 năm 1920 – Quốc hội trở về Berlin.
- Ngày 25/26 tháng 3 năm 1920 – Nội các Bauer từ chức. Tổng thống Ebert mời Hermann Müller thành lập một chính phủ mới.
- Ngày 8 tháng 5 năm 1920 – Luật thành lập một khu vực an ninh quanh trụ sở Quốc hội có hiệu lực.
- Ngày 12 tháng 5 năm 1920 – Luật quy định chế độ kiểm duyệt đối với phim có hiệu lực.
- Ngày 20 tháng 5 năm 1920 – Quốc hội đề nghị chính phủ chấm dứt tình trạng khẩn cấp trên cả nước nhưng chính phủ từ chối.
- Ngày 21 tháng 5 năm 1920 – Quốc hội giải tán.

## Danh sách chủ tịch Quốc hội Weimar
| Tên                              | Đảng                    | Nhậm chức           | Mãn nhiệm           |
| -------------------------------- | ----------------------- | ------------------- | ------------------- |
| Eduard David                     | Đảng Dân chủ Xã hội Đức | 7 tháng 2 năm 1919  | 13 tháng 2 năm 1919 |
| Conrad Haußmann (quyền chủ tịch) |                         | 13 tháng 2 năm 1919 | 14 tháng 2 năm 1919 |
| Constantin Fehrenbach            | Đảng Trung dung Đức     | 14 tháng 2 năm 1919 | 21 tháng 6 năm 1920 |